# Odmiany uprawne wrzosu zwyczajnego
Odmiany uprawne wrzosu zwyczajnego – do 1838 roku znanych było tylko 15 odmian uprawnych wrzosu zwyczajnego, na początku XXI wieku było ich już ponad tysiąc, z czego ok. stu rozpowszechnionych w uprawie. Prace hodowlane nad wrzosami prowadzą głównie szkółki roślin ozdobnych w Niemczech, Holandii i Wielkiej Brytanii.
Odmiany uprawne różnią się wysokością, pokrojem, barwą kwiatów i liści, terminami kwitnienia, kwiatami pojedynczymi, pełnymi lub pozostającymi cały czas w pąkach (tzw. wrzosy pączkowe).
Wykaz odmian na podstawie
| Nazwa odmiany          | Wysokość  | Kolor kwiatów                         | Termin kwitnienia      | Kwiaty pączkowe/pełne | Liście                                                                     | Uwagi                                                                                        | Fotografia |
| ---------------------- | --------- | ------------------------------------- | ---------------------- | --------------------- | -------------------------------------------------------------------------- | -------------------------------------------------------------------------------------------- | ---------- |
| 'Alba Erecta'          | 30–50 cm  | białe                                 | sierpień – wrzesień    | –                     | jasnozielone                                                               | pędy wzniesione                                                                              |            |
| 'Alba Plena'           | 30–45 cm  | białe                                 | sierpień – październik | kwiaty pełne          | –                                                                          | –                                                                                            |            |
| 'Alba Praecox'         | 30–45 cm  | białe                                 | czerwiec – sierpień    | –                     | –                                                                          | pokrój szeroki                                                                               |            |
| 'Alexandra'            | 30 cm     | czerwone                              | sierpień – grudzień    | kwiaty pączkowe       | zielonoszare                                                               | pędy wzniesione                                                                              |            |
| 'Alicia'               | 30–40 cm  | białe                                 | sierpień – grudzień    | kwiaty pączkowe       | –                                                                          | –                                                                                            |            |
| 'Allegretto'           | 60 cm     | ciemnoczerwone                        | sierpień – wrzesień    | kwiaty pączkowe       | zielone z żółtawomiedzianymi końcami                                       | –                                                                                            |            |
| 'Allegro'              | 50 cm     | ciemnoczerwone                        | sierpień – październik | –                     | ciemnozielone                                                              | kwiatostany długie, gęste                                                                    |            |
| 'Alportii'             | 60 cm     | purpurowe                             | sierpień – wrzesień    | –                     | –                                                                          | –                                                                                            |            |
| 'Ametyst'              | 30 cm     | purpurowoczerwone                     | sierpień – grudzień    | kwiaty pączkowe       | zielonoszare                                                               | silnie rosnące, luźne, wzniesione                                                            |            |
| 'Anette'               | 35 cm     | różowe                                | sierpień – listopad    | kwiaty pączkowe       | –                                                                          | szeroko rosnące, wzniesione                                                                  |            |
| 'Anneliese'            | –         | jasnofioletowe                        | –                      | kwiaty pączkowe       | –                                                                          | –                                                                                            |            |
| 'Annemarie'            | 50 cm     | różowe                                | wrzesień – październik | kwiaty pełne          | –                                                                          | dolne pędy płożące, pokrój luźny                                                             |            |
| 'Aphrodite'            | 30–45 cm  | czerwone                              | wrzesień – listopad    | kwiaty pączkowe       | –                                                                          | –                                                                                            |            |
| 'Arabella'             | –         | czerwone                              | –                      | kwiaty pączkowe       | ciemnozielone                                                              | –                                                                                            |            |
| 'Argentea'             | 20 cm     | liliowe                               | sierpień – wrzesień    | –                     | srebrzyste                                                                 | –                                                                                            |            |
| 'Athene'               | 20–50 cm  | czerwone                              | wrzesień – październik | kwiaty pączkowe       | ciemnozielone                                                              | –                                                                                            |            |
| 'Aurea'                | 40 cm     | fioletowe                             | lipiec – sierpień      | –                     | złociste, u młodych roślin żółte, zimą brązowoczerwone                     | jedna z najstarszych odmian                                                                  |            |
| 'Babette'              | –         | jasnoróżowe                           | –                      | kwiaty pączkowe       | –                                                                          | –                                                                                            |            |
| 'Barbara'              | –         | liliowe                               | –                      | kwiaty pączkowe       | –                                                                          | –                                                                                            |            |
| 'Beoley Gold'          | 35–50 cm  | białe                                 | sierpień – wrzesień    | –                     | żółte latem i zimą                                                         | –                                                                                            |            |
| 'Blazeway'             | –         | liliowoczerwone                       | sierpień – wrzesień    | –                     | miedzianożółte, zimą miedzianoczerwone                                     | –                                                                                            |            |
| 'Bonita'               | 30 cm     | czerwone                              | wrzesień – grudzień    | kwiaty pączkowe       | żółte                                                                      | –                                                                                            |            |
| 'Boskoop'              | 30–50 cm  | fioletowe                             | sierpień – wrzesień    | –                     | żółte, jesienią i zimą pomarańczowomiedziane                               | –                                                                                            |            |
| 'C.W. Nix'             | –         | czerwone                              | sierpień – wrzesień    | –                     | –                                                                          | szeroko rosnące                                                                              |            |
| 'Carmen'               | 40 cm     | czerwone                              | sierpień – wrzesień    | –                     | ciemnozielone                                                              | kwiatostany długie i gęste                                                                   |            |
| 'Carngold'             | 35 cm     | fioletowopurpurowe                    | sierpień – wrzesień    | –                     | żółte                                                                      | –                                                                                            |            |
| 'Claudette'            | –         | różowe                                | –                      | kwiaty pączkowe       | –                                                                          | –                                                                                            |            |
| 'Colette'              | 25 cm     | purpurowoczerwone                     | sierpień – wrzesień    | –                     | żółtozielone                                                               | –                                                                                            |            |
| 'Con Brio'             | 35 cm     | purpurowe                             | sierpień – wrzesień    | –                     | żółte                                                                      | –                                                                                            |            |
| 'Cotswood Gold'        | 25 cm     | białe                                 | sierpień – wrzesień    | –                     | złocistożółte                                                              | –                                                                                            |            |
| 'County Wicklow'       | 25 cm     | srebrzystojasnoróżowe                 | sierpień – wrzesień    | kwiaty pełne          | –                                                                          | szerokie i bardzo zwarte                                                                     |            |
| 'Cuprea'               | 45 cm     | liliowe                               | sierpień – wrzesień    | –                     | żółtomiedziane, zimą brązowoczerwonawe                                     | –                                                                                            |            |
| 'Dainty Bess'          | 10–20 cm  | liliowe                               | sierpień – wrzesień    | –                     | szare, niebieskawe                                                         | karłowe, płożące                                                                             |            |
| 'Dark Beauty'          | 25 cm     | purpurowe                             | sierpień – październik | kwiaty pełne          | zielone                                                                    | –                                                                                            |            |
| 'Dark Star'            | 20 cm     | purpurowe                             | sierpień – październik | kwiaty półpełne       | –                                                                          | kwiatostany gęste                                                                            |            |
| 'Darkness'             | 25 cm     | ciemnopurpuroworóżowe                 | sierpień – październik | –                     | ciemnozielone                                                              | kwiatostany krótkie i gęste                                                                  |            |
| 'Dart's Parrot'        | 40–55 cm  | białe                                 | sierpień – wrzesień    | –                     | żółtozielone                                                               | –                                                                                            |            |
| 'Dart's Silver Rocket' | –         | fioletowe                             | –                      | –                     | srebrzyste                                                                 | –                                                                                            |            |
| 'David Hagenaars'      | 50–100 cm | różowe                                | sierpień – wrzesień    | –                     | złociste                                                                   | pędy wyprostowane                                                                            |            |
| 'Dirry'                | 15–35 cm  | jasnofioletowe                        | sierpień – październik | –                     | ciemnozielone                                                              | płożące                                                                                      |            |
| 'Dunnet Lime'          | 25 cm     | lilioworóżowe                         | –                      | –                     | żółte, zimą pomarańczowe                                                   | –                                                                                            |            |
| 'Easter-bonfire'       | 40–50 cm  | fioletowe                             | sierpień – wrzesień    | –                     | –                                                                          | młode pędy wiosną żółtoczerwone                                                              |            |
| 'Elsie Purnell'        | 40 cm     | różowe                                | sierpień – październik | kwiaty pełne          | –                                                                          | długie i gęste kwiatostany nadają się do cięcia i zasuszania                                 |            |
| 'Fairy'                | 40 cm     | czerwone                              | sierpień – wrzesień    | –                     | złocistożółte, zimą pomarańczowe                                           | –                                                                                            |            |
| 'Firefly'              | 45 cm     | fioletowe                             | sierpień – listopad    | –                     | żółtawe, zimą ceglastoczerwone                                             | –                                                                                            |            |
| 'Foxii Nana'           | 15 cm     | liliowoczerwone                       | lipiec – wrzesień      | –                     | ciemnozielone, zimą miedziane                                              | pokrój półkulisty i zwarty                                                                   |            |
| 'Fritz Kircher'        | 35 cm     | lilioworóżowe                         | wrzesień – październik | kwiaty pączkowe       | ciemnozielone                                                              | –                                                                                            |            |
| 'Gold Haze'            | 30–45 cm  | białe                                 | sierpień – październik | –                     | żółte                                                                      | –                                                                                            |            |
| 'Gold Knight'          | 40–50 cm  | fioletowe                             | sierpień – wrzesień    | –                     | na młodych pędach żółte, jesienią i zimą z odcieniem pomarańczowym         | –                                                                                            |            |
| 'Golden Carpet'        | 10 cm     | liliowe                               | wrzesień – październik | –                     | na młodych pędach żółte, zimą pomarańczowobrązowe                          | płożące                                                                                      |            |
| 'Golden Wonder'        | 35 cm     | różowe                                | wrzesień – październik | kwiaty pączkowe       | żółte                                                                      | –                                                                                            |            |
| 'Grizabella'           |           |                                       |                        |                       |                                                                            |                                                                                              |            |
| 'H.E. Beale'           | 60 cm     | srebrzystolilioworóżowe               | wrzesień – październik | kwiaty pełne          | –                                                                          | roślina szeroka i zwarta, rozgałęzione i gęste kwiatostany nadają się do cięcia i zasuszania |            |
| 'Hammondii'            | 35–50 cm  | białe                                 | sierpień – wrzesień    | –                     | ciemnozielone                                                              | –                                                                                            |            |
| 'Hannover'             | –         | fioletowe                             | –                      | –                     | żółte                                                                      | –                                                                                            |            |
| 'Heidekonigin'         | –         | różowoczerwone                        | –                      | kwiaty pączkowe       | –                                                                          | –                                                                                            |            |
| 'Heidezwerg'           | 10 cm     | fioletowe                             | sierpień – wrzesień    | –                     | na młodych pędach żółte                                                    | płoży się na powierzchni gleby, do 50 cm szerokości                                          |            |
| 'Hollandia'            | 70 cm     | ciemnofioletowopurpurowe              | wrzesień – październik | –                     | –                                                                          | jedna z najwyższych odmian, odpowiednia na kwiaty cięte                                      |            |
| 'J.H. Hamilton'        | 15 cm     | różowe                                | lipiec – wrzesień      | kwiaty pełne          | –                                                                          | rośliny niskie i zwarte                                                                      |            |
| 'Jan Dekker'           | 15 cm     | jasnofioletowe                        | sierpień – wrzesień    | –                     | szare                                                                      | –                                                                                            |            |
| 'Jimmy Dice'           | –         | fioletoworóżowe                       | –                      | kwiaty pełne          | –                                                                          | –                                                                                            |            |
| 'Josefine'             | –         | białe                                 | –                      | –                     | jasnozielone                                                               | –                                                                                            |            |
| 'Kaiser'               | 60 cm     | fioletowe                             | sierpień – wrzesień    | –                     | –                                                                          | –                                                                                            |            |
| 'Kinlochruel'          | 40 cm     | białe                                 | sierpień – wrzesień    | kwiaty pełne          | –                                                                          | początkowo pędy płożące                                                                      |            |
| 'Kirk Royal'           | 25 cm     | fioletowe                             | sierpień – wrzesień    | –                     | –                                                                          | –                                                                                            |            |
| 'Klaudia'              | –         | białe                                 | –                      | kwiaty pączkowe       | –                                                                          | –                                                                                            |            |
| 'Klaudine'             | –         | białe                                 | –                      | kwiaty pączkowe       | –                                                                          | –                                                                                            |            |
| 'Larissa'              | 30 cm     | czerwone                              | sierpień – listopad    | kwiaty pączkowe       | zielonoszare                                                               | –                                                                                            |            |
| 'Long White'           | 60 cm     | białe                                 | sierpień – październik | –                     | jasnozielone                                                               | kwiatostany długie, wzniesione, nadają się do cięcia i zasuszania                            |            |
| 'Lydia'                | –         | liliowe                               | –                      | kwiaty pączkowe       | –                                                                          | –                                                                                            |            |
| 'Manuel'               | –         | fioletowoczerwone                     | –                      | kwiaty pączkowe       | –                                                                          | –                                                                                            |            |
| 'Maria'                | –         | srebrzystobiałe                       | –                      | kwiaty pączkowe       | –                                                                          | –                                                                                            |            |
| 'Marianne'             | –         | fioletowe                             | –                      | kwiaty pączkowe       | –                                                                          | –                                                                                            |            |
| 'Marie'                | –         | fioletowe                             | –                      | –                     | –                                                                          | –                                                                                            |            |
| 'Marleen'              | 30 cm     | różowe                                | wrzesień – listopad    | kwiaty pączkowe       | –                                                                          | –                                                                                            |            |
| 'Marlies'              | 30 cm     | ciemnoróżowe                          | wrzesień – grudzień    | kwiaty pączkowe       | –                                                                          | –                                                                                            |            |
| 'Martha'               | –         | srebrzystobiałe                       | –                      | kwiaty pączkowe       | –                                                                          | –                                                                                            |            |
| 'Martines'             | –         | fioletowoczerwone                     | wrzesień – listopad    | kwiaty pączkowe       | –                                                                          | –                                                                                            |            |
| 'Mazurka'              | 55 cm     | intensywnie ciemnoczerwone            | sierpień – wrzesień    | –                     | –                                                                          | –                                                                                            |            |
| 'Melanie'              | –         | białe                                 | wrzesień – październik | kwiaty pączkowe       | jasnozielone                                                               | –                                                                                            |            |
| 'Monja'                | –         | srebrzystobiałe                       | –                      | kwiaty pączkowe       | –                                                                          | –                                                                                            |            |
| 'Moritz'               | –         | ciemnofioletowe                       | –                      | kwiaty pełne          | –                                                                          | –                                                                                            |            |
| 'Mrs. Ronald Gray'     | 10 cm     | liliowoczerwone                       | sierpień – październik | –                     | jasnozielone                                                               | odmiana płożąca, kwiatostany poziomo rozpostarte                                             |            |
| 'Mullion'              | 20 cm     | liliowe                               | sierpień – wrzesień    | –                     | –                                                                          | pokrój gęsty i zwarty                                                                        |            |
| 'My Dream'             | 40 cm     | białe                                 | sierpień – listopad    | kwiaty pełne          | szare                                                                      | odmiana odpowiednia na kwiaty cięte                                                          |            |
| 'Nele'                 | –         | ciemnoróżowe                          | –                      | kwiaty pączkowe       | –                                                                          | –                                                                                            |            |
| 'Nina'                 | –         | różowe                                | –                      | kwiaty pączkowe       | –                                                                          | –                                                                                            |            |
| 'Orange Queen'         | 30 cm     | różowe                                | sierpień – wrzesień    | –                     | żółtozielone, zimą ceglastopomarańczowe                                    | –                                                                                            |            |
| 'Pallida'              | 60 cm     | karminowe                             | –                      | –                     | żywozielone                                                                | –                                                                                            |            |
| 'Perestrojka'          | 40 cm     | czerwone                              | wrzesień – listopad    | kwiaty pączkowe       | –                                                                          | –                                                                                            |            |
| 'Peter Sparkes'        | 40 cm     | ciemnoróżowe                          | sierpień – listopad    | kwiaty pełne          | szarozielone                                                               | odmiana odpowiednia na kwiaty cięte                                                          |            |
| 'Pink Marlies'         | 30 cm     | jasnoróżowe z białymi przebarwieniami | wrzesień – grudzień    | kwiaty pączkowe       | –                                                                          | –                                                                                            |            |
| 'Plantarium'           | 40 cm     | różowe, u nasady białawe              | wrzesień – listopad    | kwiaty pączkowe       | –                                                                          | –                                                                                            |            |
| 'Purple Star'          | –         | fioletowoczerwone                     | –                      | kwiaty pączkowe       | –                                                                          | –                                                                                            |            |
| 'Radnor'               | 25 cm     | jasnoróżowe                           | sierpień – październik | kwiaty pełne          | ciemnozielone                                                              | –                                                                                            |            |
| 'Ralph Purnell'        | 60 cm     | różowe                                | sierpień – wrzesień    | –                     | –                                                                          | odmiana odpowiednia na kwiaty cięte                                                          |            |
| 'Red Favorite'         | 20 cm     | różowe                                | sierpień – wrzesień    | kwiaty pełne          | –                                                                          | –                                                                                            |            |
| 'Red Pimpernel'        | 20 cm     | purpurowo-czerwone                    | sierpień – listopad    | kwiaty pełne          | żywozielone                                                                | –                                                                                            |            |
| 'Red Star'             | 40 cm     | czerwone                              | wrzesień – listopad    | kwiaty pełne          | –                                                                          | –                                                                                            |            |
| 'Redbud'               | 25 cm     | purpurowoczerwone                     | wrzesień – listopad    | kwiaty pączkowe       | –                                                                          | –                                                                                            |            |
| 'Reini'                | 60 cm     | białe                                 | sierpień – wrzesień    | –                     | jasne, szarozielone                                                        | pędy wyprostowane, kwiatostany gęste                                                         |            |
| 'Robert Chapman'       | 60 cm     | jasnopurpurowe                        | sierpień – wrzesień    | –                     | wiosną złociste, jesienią pomarańczowe, zimą prawie czerwone               | –                                                                                            |            |
| 'Roland Haagen'        | 15 cm     | liliowe                               | sierpień – wrzesień    | –                     | żółtawe                                                                    | –                                                                                            |            |
| 'Romina'               | 30 cm     | fioletowoczerwone                     | październik – listopad | –                     | ciemnozielone                                                              | odmiana zwarta i wzniesiona                                                                  |            |
| 'Ross Hutton'          | 25 cm     | czerwonofioletowe                     | sierpień – październik | –                     | –                                                                          | –                                                                                            |            |
| 'Roswitha'             | 40 cm     | czerwone                              | wrzesień – styczeń     | kwiaty pączkowe       | –                                                                          | –                                                                                            |            |
| 'Rote Marleen'         | 30 cm     | czerwone                              | wrzesień – grudzień    | kwiaty pączkowe       | –                                                                          | –                                                                                            |            |
| 'Rote Romina'          | –         | czerwone                              | –                      | kwiaty pączkowe       | –                                                                          | –                                                                                            |            |
| 'Roter Oktober'        | 40 cm     | purpurowoczerwone                     | wrzesień – listopad    | –                     | –                                                                          | –                                                                                            |            |
| 'Saint Nick'           | 25 cm     | różowe                                | grudzień – styczeń     | –                     | –                                                                          | odmiana zwarta, gęsta                                                                        |            |
| 'Sandy'                | 40 cm     | białe                                 | sierpień – listopad    | kwiaty pączkowe       | żółtawe                                                                    | –                                                                                            |            |
| 'Schneewittchen'       | 25 cm     | białe                                 | sierpień – wrzesień    | –                     | –                                                                          | –                                                                                            |            |
| 'Silver Knight'        | 40 cm     | fioletowe                             | sierpień – wrzesień    | –                     | srebrzystoszare                                                            | –                                                                                            |            |
| 'Silver Queen'         | 40 cm     | różowe                                | sierpień – wrzesień    | –                     | liście gęste, pokryte srebrzystymi, krótkimi włoskami                      | –                                                                                            |            |
| 'Simone'               | –         | czerwonofioletowe                     | –                      | kwiaty pączkowe       | –                                                                          | –                                                                                            |            |
| 'Spring Cream'         | 45 cm     | białe                                 | sierpień – listopad    | –                     | jasnozielone, młode przyrosty wiosenne kremowe                             | –                                                                                            |            |
| 'Spring Torch'         | 40 cm     | fioletowe                             | sierpień – październik | –                     | –                                                                          | wiosną młode pędy czerwone                                                                   |            |
| 'Stefanie'             | 45 cm     | białe                                 | październik – listopad | –                     | –                                                                          | rośliny szerokie, zwarte i wzniesione                                                        |            |
| 'Sunset'               | 20 cm     | lilioworóżowe                         | sierpień – październik | –                     | najpierw żółte, później o odcieniu pomarańczowym, zimą brązowawoczerwonawe | –                                                                                            |            |
| 'Tenuis'               | 25 cm     | ciemnoliliowoczerwone                 | lipiec – październik   | –                     | –                                                                          | –                                                                                            |            |
| 'Tib'                  | 30 cm     | fioletowe                             | lipiec – październik   | kwiaty pełne, drobne  | –                                                                          | –                                                                                            |            |
| 'Velvet Fascination'   | 40 cm     | białe                                 | –                      | –                     | szare, omszone                                                             | rośliny zwarte, kwitną bardzo obficie                                                        |            |
| 'Verena'               | –         | jasnofioletowe                        | –                      | kwiaty pączkowe       | –                                                                          | –                                                                                            |            |
| 'White Coral'          | 40 cm     | białe                                 | –                      | kwiaty pełne          | jasnozielone                                                               | –                                                                                            |            |
| 'White Lawn'           | 40 cm     | białe                                 | sierpień – wrzesień    | –                     | jasnozielone                                                               | większość niżej położonych pędów płoży się na powierzchni gleby                              |            |
| 'White Star'           | –         | białe                                 | –                      | kwiaty pełne          | –                                                                          | –                                                                                            |            |
| 'Wickwar Flame'        | 50 cm     | fioletowe                             | sierpień – listopad    | –                     | żółte, zimą czerwonawe                                                     | pędy początkowo płożące, później prostują się                                                |            |
| 'Winter Chocolate'     | –         | fioletoworóżowe                       | –                      | –                     | żółtozielone, zimą brązowe, na wierzchołkach czerwonobrązowe               | młode przyrosty wiosenne białawe i różowoczerwone                                            |            |
| 'Winter Red'           | 35 cm     | –                                     | sierpień – wrzesień    | –                     | żółte                                                                      | –                                                                                            |            |
| 'Yellow Beauty'        | –         | purpurowe                             | –                      | –                     | żółte                                                                      | –                                                                                            |            |